# 舒涅特湖
舒涅特湖是俄羅斯的鹹水湖，位於哈卡斯共和國，距離希拉湖7公里，海拔高度約390米，最大深度約3米，面積0.47平方公里，湖岸線長2.9公里，最大深度3米，鹽度15g/L。